# Tyrian
Tyrian ist ein vertikal scrollendes Shoot-’em-up-Computerspiel, das von Eclipse Software entwickelt und 1995 von Epic MegaGames veröffentlicht wurde. Das Spiel erschien ursprünglich als Shareware für PC-kompatibles DOS. Mit der Veröffentlichung als Open-Source-Software erfolgte eine Portierung auf zahlreiche Systeme.

## Handlung
Der Spieler schlüpft in die Rolle des erfahrenen Terraforming-Ingenieurs Trent Hawkins. Er gerät ins Fadenkreuz der Firma Microsol, nach der Entdeckung einer Gesteinsformations, die Gravitium enthält. Das Mineral ist von ungeheurem Wert und der Planet Tyrian ist der einzige, auf dem es in handelsüblichen Mengen vorkommt.

## Spielprinzip und Technik
Das Spiel verwendet eine Bildschirmauflösung von 320 × 200 Pixel. Mittels parallax scrolling auf 3 Ebenen wird eine Tiefenwahrnehmung simuliert. Raumschiffe können die Ebenen teilweise unterfliegen, um Kollisionen zu vermeiden. Zudem wird eine Ebene gelegentlich transparent dargestellt. Das Spiel bietet einen Arcade mit 3 Raumschiffen als Leben und einen regulären Modus, bei dem die Zerstörung des eigenen Raumschiffs zum Spielneustart führt, in dem jedoch gespeichert werden kann. Der Mehrspielermodus ermöglicht die Steuerung als Pilot mit getrenntem Bordschützen.

## Entwicklung

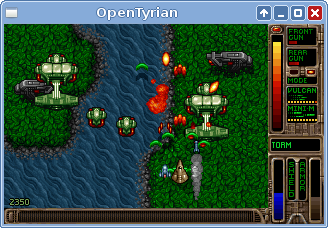
OpenTyrian unter Linux

Die Grafiken wurden auf einem Amiga 1200 erstellt. Sie wurden innerhalb von 4 Monaten von einer Person erstellt.

### Tyrian 2000
Zum Jahrtausendwechsel erschien ein Re-Release unter dem Namen Tyrian 2000 von Publisher XSIV Games für Windows 95/98 (Windows 9x). Tyrian 2000 enthielt ein zusätzliches Spielkapitel, zusätzliche Ausrüstung für das Raumschiff des Spielers und einen neuen Spielmodus.

### OpenTyrian
Mit dem Ende der Firma XSIV Games veröffentlichten die Entwickler das ROM der nicht fertig gestellten Portierung auf den Game Boy Advance und den Quelltext des Originals. Dieser wurde als Source Port von Pascal in C umgeschrieben und unter Verwendung der SDL-Bibliotheken plattformunabhängig reimplementiert. Der Künstler Daniel Cook veröffentlichte 2007 ein Remaster der Pixelart Grafiken unter einer Creative Commons License.

## Rezeption
Die Zeitschrift PC Player überzeugten die geringen Systemanforderungen, die Ausgewogenheit, die exakte Steuerung und der MIDI-Soundtrack. Zahlreiche Schiffsausstattungen und versteckte Level würden für Langzeitmotivation sorgen. PC Joker lobte die farbenfrohe Grafik und die guten Animationen, das Gamedesign enttäusche dagegen – insgesamt sei das Spiel wenig innovativ. Power Play verglich Tyrian mit dem zuvor erschienenen Raptor und merkte an, dass die Ausstattungsmöglichkeiten des Raumschiffes vielfältiger seien und damit für mehr Motivation sorgten. Die Grafik wurde als solide und flüssig gelobt. Das Spielprinzip sei einfach und sorge für gute Unterhaltung. Im Feuergefecht würde jedoch gelegentlich die Übersicht verlorengehen, die Farbgebung sei manchmal etwas trist.